# Tacalcitol
Tacalcitol (1,24-dihydroxyvitamin D 3) là một tổng hợp vitamin D 3 analog.
Tacalcitol được bán trên thị trường dưới nhiều tên, bao gồm Curatoderm và Bonalfa.

## Cơ chế
Tacalcitol làm giảm sự thay đổi tế bào quá mức trong lớp biểu bì bằng cách tương tác với các thụ thể vitamin D trên tế bào keratinocytes.

## Công dụng
Nó thường được chỉ định bởi bác sĩ đa khoa hoặc bác sĩ da liễu để điều trị bệnh vẩy nến, môi nứt nẻ mạn tính và các tình trạng da khô nghiêm trọng khác vì khả năng làm giảm sự thay đổi tế bào da quá mức. Nó có sẵn như là một loại thuốc mỡ hoặc kem dưỡng da.
Nó cũng đã được sử dụng cho bệnh bạch biến  và bệnh Hailey-Hailey.